# U-23サッカーカメルーン代表
U-23サッカーカメルーン代表は、カメルーンサッカー連盟（FECAFOOT）によって構成される、カメルーンのサッカーの23歳以下のナショナルチームである。
23歳以下の選手を対象とするオリンピックに出場するためのチームである。そのため、オリンピックの前年にはU-22サッカーカメルーン代表、そのさらに前年にはU-21サッカーカメルーン代表と呼称が変わる。

## オリンピックの成績
- 1992 - 予選敗退
- 1996 - 予選敗退
- 2000 -  金メダル
- 2004 - 予選敗退
- 2008 - ベスト8
- 2012 - 予選敗退
- 2016 - 予選敗退
- 2020 - 予選敗退